# Оре (река)
Оре (нем. Ohre) — река в Германии, левый приток Эльбы.

## География
Река берёт начало в Ордорфе, севернее Вольфсбурга (земля Нижняя Саксония), течёт в основном на юго-восток. В верхнем течении служит границей между землями Нижняя Саксония и Саксония-Анхальт (до Эбисфельде-Веферлингена), а с 1949 по 1990 год этот же участок реки являлся частью государственной границы между ФРГ и ГДР. Впадает в Эльбу в коммуне Рогец севернее Магдебурга.
Площадь бассейна реки составляет 1503 км². Общая длина реки 103 км. Высота истока 75 м. Высота устья 35 м. В Саксонии-Анхальт параллельно реке проходит Среднегерманский канал. Часть бассейна рек Аллер и Оре, а также часть канала входит в природный парк Дрёмлинг, созданный в 1990 году.
Города, расположенные на берегах реки:
- Виттинген
- Клётце
- Эбисфельде-Веферлинген
- Хальденслебен
- Вольмирштедт